# Gustav Bayer (Mediziner)
Gustav Bayer (* 10. Juni 1879 in Wien; † 15. März 1938 in Innsbruck) war ein österreichischer Mediziner. Er war Professor für allgemeine und experimentelle Pathologie an der Universität Innsbruck.

## Leben
Gustav Bayer war der Sohn des in Razová gebürtigen Wiener Beamten Josef Bayer (1846–1922), Leiter der Effektenabteilung der Ersten österreichischen Sparkasse in Wien, und dessen Ehefrau Aloisa Maria, geborene Reitlinger (geb. 1851 in Wien). Nach dem Besuch des Gymnasiums studierte er Medizin an der Universität Wien. Nach Ablegung der Rigorosen promovierte er dort am 27. April 1904 zum Dr. med. Während seiner Studienzeit fungierte Gustav Bayer mehrere Jahre als Demonstrator am Physiologischen Institut zu Wien und wurde nach der erfolgter Promotion dort am 1. Juni 1904 bei Siegmund Exner zum Assistenten ernannt. Am 1. Oktober 1904 wechselte er als Assistent an das Institut für allgemeine und experimentelle Pathologie. Dort arbeitete er bei Moritz Loewit.
Mit der Schrift Über den Einfluß einiger Drüsen mit innerer Sekretion auf die Autolyse habilitierte er sich. Gustav Bayer forschte und publizierte u. a. über die Bedeutung der Nebennieren für die Physiologie und Pathologie, über Organotherapie und Hormonforschung, über Endokrinologie und Biochemie, sowie über Stoffwechsel- und pathologische Fragen. Dies brachte ihm 1915 ein Extraordinariat und 1922 das Ordinariat in Innsbruck ein. 
Gustav Bayer leitete an der Universität Innsbruck das Institut für Experimentelle Pathologie.
Er wohnte in Innsbruck, Speckbacherstraße 25, und war verheiratet. Seine Ehefrau Maria, geborene Mühlberger, starb am 14. April 1930 bei einem Unfall. Die gemeinsame, 1921 geborene Tochter Helga nahm Gustav Bayer mit in den Freitod, den er im März 1938 nach dem nationalsozialistischen Anschluss Österreichs gewählt hatte.

## Ehrungen
- Im Außenbereich der Universität Innsbruck wurde ein Mahnmal errichtet, das an ausgeschlossene und vertriebene Universitätsangehörige erinnert. Dort wurde im März 2018 auch an seinen Freitod gedacht.[3]